# Scaramouche (roman)
Scaramouche este un roman istoric al autorului italian/englez Rafael Sabatini, publicat în 1921. 
A fost ulterior adaptat pentru o piesă de teatru de către Barbara Field și a avut parte de două ecranizări, prima în 1923, Scaramouche, cu Ramón Novarro în rol principal și un remake în 1952 cu Stewart Granger în rol principal. O aventură romantică, Scaramouche relateaza povestea unui tânăr avocat din timpul Revoluției Franceze. De-a lungul aventurilor sale el devine un actor ce îl interpretează pe Scaramouche, un bufon din commedia dell'arte. Devine de asemenea un revoluționar, politician și maestru spadasin, confruntându-și inamicii prin oratorii și scrimă. Este forțat de situații să schimbe taberele de câteva ori. De asemenea, cartea urmărește transformarea sa dintr-un cinic într-un realist. Filmul din 1952 conține una dintre cele mai lungi scene de scrimă filmate vreodată.
Romanul în trei părți se deschide prin sintagma "Se născuse cu darul râsului și cu sentimentul că lumea era nebună". Aceeași frază este gravată și pe piatra funerară a lui Sabatini din Adelboden, Elveția. În 1922, după o călătorie în Statele Unite, compozitorul Darius Milhaud a compus o piesă, Scaramouche, pentru saxofon și orchestră.

## Subiect

### Roba
Andre-Louis Moreau, educat ca și un avocat, trăiește în Brittany împreună cu nașul său, M. de Kercadiou, care refuză să dezvăluie părinții lui Moreau. Moreau o consideră pe Aline, nepoata lui Kercadiou, ca fiind verișoara sa. Deoarece o iubește ca pe o verișoară o avertizează să nu se mărite cu Marchizul de la Tour d'Azyr; totuși ea este ambițioasa și vrea să se mărite cu cineva înstărit așa că îl ignoră. Un țăran, Mabey, este împușcat de Marchizul de la Tour d'Azyr pentru braconaj. Cel mai apropiat prieten al lui Moreau, idealistul Philippe de Vilmorin, denunță actul ca fiind o crimă. Este provocat la un duel de Marchiz și este ucis pentru "darul său de elocvență". Moreau jură să îi răzbune moartea și pleacă spre orașul său natal Gavrillac din regiunea Rennes pentru a se întâlni cu locotenentul regelui din Britanny pentru a se înfăptui justiția. După ce este refuzat de oficialul arogant, care refuză să acționeze împotriva unui om de statura Marchizului, Moreau descoperă o importantă adunare politică. Spre surprinderea participanților, el susține un discurs convingător, folosindu-se de argumentele lui Vilmorin. Moreau pleacă apoi spre Nantes unde se alătura mulțimii de acolo. Aceste evenimente declanșează Revoluția Franceză iar Moreau devine un om căutat de către autorități.

### Masca
Pentru a se ascunde de autorități, Moreau se alătura unei trupe de teatru commedia dell'arte conduse de M. Binet. El interpretează rolul lui Scaramouche, un vagabond intrigant. Își descoperă aptitudinea pentru actorie și scris, ceea ce propulsează trupa de la pragul sărăciei la succes, fapt care le dă posibilitatea să joace la teatrul Feydau din Nantes. Binet, care îl interpetează pe Pantaloon, devine tot mai deranjat de influența lui Moreau asupra actorilor. Moreau se logodeste cu fiica lui Binet dar aceasta, dezamăgită de faptul că Moreau este sărac, acceptă propunerea Marchizului de a deveni amanta acestuia. Marchizul, acum cunoscut pentru înnăbușirea unei revolte din Rennes, se ascunde în Nantes. Când Marchizul asistă la un spectacol, Moreau dezvăluie audienței prezența acestuia și provoacă o rascoală. Când Binet, furios din cauza faptului că este ruinat, îl atacă, Moreau îl împușcă într-un act de auto-apărare. Binet este rănit iar Moreau scapă.

### Spada
Moreau este acum forțat să se ascundă. Găsește o academie de scrimă ce caută "un tânăr cu ceva cunoștinte de scrimă". Printr-o înșelăciune, Moreau devine ucenicul lui M. des Amis. Cu timpul el își dezvoltă propriul stil de scrimă, bazat pe calculul diferitelor mișcări. La declansarea Revoluției Franceze, M. des Amis este ucis iar Moreau moștenește academia. Când ajunge în fruntea academiei, încearcă să se împace cu nașul său. Totuși, împăcarea este de scurtă durată. Prietenii lui Moreau îl conving să accepte un loc în noul congres după ce află despre talentul său la scrimă. Ei suportă atacul spadasinilor, senatori aristocrați ce provoacă spadasinii neexperimentați la duel unde îi rănesc sau îi omoară, așa cum Marchizul a făcut cu Vilmorin. Moreau întoarce roata și îi omoară sau dezarmează pe toți cei care l-au provocat. În cele din urmă, Moreau reușește să îl oblige pe Marchiz să îl provoace la un duel. În sfârșit are ocazia să îl infrunte pe cel care i-a ucis prietenul din copilărie. Auzind acest lucru, Madame de Plougastel, o rudă pe care Moreau a văzut-o doar de două ori în viața lui, merge cu Aline să oprească duelul. Ajung prea târziu deoarece Marchizul este rănit dar nu fatal. Marchizul devine un contra-revoluționar.
În 1792 Parisul este tulburat iar palatul Tuileries este atacat de mulțime. Plougastel și Aline sunt în mare pericol. Soțul lui Plougastel este un contra-revoluționar. Moreau, întorcându-se dintr-o misiune la Britanny, se duce să își viziteze nașul. Kercadiou îi spune despre situația în care se află la Paris Aline și Plougastel. Moreau acceptă să o salveze pe Aline dar nu și pe Plougastel, până când Kercadiou îi dezvăluie că Madame de Plougastel este mama lui Moreau. Acesta reușește să obțină permisiunea ca cele două femei să părăsească Parisul. La Tour d'Azyr, în fugă, caută adăpost în același apartament. El și Moreau sunt pe cale să traga unul în altul cu pistoalele. Madame de Plougastel este obligată să dezvăluie că Marchizul este tatăl lui Moreau. Datorită ultimelor sale acțiuni, Moreau știe că nu poate să rămână în Paris, așa că traversează granița împreună cu femeile. Odată ce sunt în siguranță, Moreau și Aline își iartă neînțelegerile despre sentimentele dintre ei și își declară dragostea.

## Ediții în limba română
- Scaramouche, Editura Elis, Colecția Romanele Fascinante, 1993, 382 pagini.